# Meerlo-Wanssum
Meerlo-Wanssum est une ancienne commune des Pays-Bas de la province du Limbourg.

## Historique
La commune de Meerlo-Wanssum a été créée en 1969 par la fusion des communes de Meerlo et de Wanssum. Elle a existé jusqu'au 1er janvier 2010, date de sa suppression. La commune a alors été coupée en deux :
- les villages de Meerlo, Tienray et Swolgen sont rattachés à la commune de Horst aan de Maas
- les villages de Blitterswijck, Geijsteren et Wanssum sont rattachés à la commune de Venray

En 2006, Meerlo-Wanssum comptait 7 729 habitants, pour une superficie de 39,41 km2, soit une densité de 200 habitants par km².